# Gérontocratie
La gérontocratie désigne un régime politique où le pouvoir est exercé par les personnes les plus âgées de la société (théoriquement) car jugées plus sages : les gérontes.

## Usage courant et exemples
L'usage à l'époque moderne fut surtout utilisé pour l'Union soviétique à partir des années 1970, mais devint flagrant au début des années 1980, en raison de l'âge des dirigeants : les premiers secrétaires du parti étaient âgés et en mauvaise santé (Léonid Brejnev, Iouri Andropov et Konstantin Tchernenko) ; le Politburo et le Comité central du parti étaient aussi marqués par l'âge avancé de leurs membres.
Par extension, les pays communistes furent marqués par cette gérontocratie où leur principal dirigeant était souvent âgé au moment de sa mort ou de son départ : Enver Hoxha (76 ans), Erich Honecker (77 ans), Todor Jivkov (78 ans), János Kádár (75 ans), Nicolae Ceaușescu (71 ans), Gustáv Husák (76 ans) et Josip Broz Tito (87 ans)
Plusieurs éditorialistes estiment que la politique américaine a les attributs d'une gérontocratie du fait que la présidence et le Congrès ont une moyenne d'âge élevée, bien plus que celle des habitants du pays. Plusieurs élus militent pour des limites de mandat,.
Le terme est plus souvent utilisé indirectement, pour décrier la mainmise du pouvoir par les gérontes sur d'autres systèmes politiques, comme celui du despotisme réaliste, décrit par Alphonse de Lamartine dans ses Méditations poétiques, au détriment du mérite ou d'autres qualités individuelles. L'usage de l'expression charismatique induit une politique de traditionalisme, les plus âgés étant supposés peu enclins à modifier les structures de la société, mais à la pérenniser telle qu'ils l'ont connue.
Par exemple, la ville de Sparte, pendant l'Antiquité, était en partie une gérontocratie ; le Vatican est aussi en partie une gérontocratie.
De nos jours, l'Algérie est un pays présenté comme une gérontocratie : son ancien président de 1999 à 2019, Abdelaziz Bouteflika, démissionna en 2019 à 82 ans en un état physique jugé grabataire, sous pression du général Ahmed Gaïd Salah, âgé de 79 ans, qui par ironie du sort mourra avant Bouteflika, lui-même remplacé par Abdelkader Bensalah, 78 ans ; le tout dans un pays où presque la moitié des habitants a moins de 25 ans. Les autres pays nord-africains peuvent également être décrits comme des gérontocraties au temps du printemps arabe de 2011, ce qui contraste avec leurs populations très jeunes : Zine El Abidine Ben Ali a 74 ans quand il démissionne comme président de Tunisie (et il avait aussi remplacé Habib Bourguiba en 1987 quand celui-ci avait 84 ans) ; Hosni Moubarak a 82 ans quand il est déposé comme président d'Égypte ; et Mouammar Kadhafi, le chef d'État de Libye, a 69 ans au temps de son assassinat.
La France est vue par certains analystes comme une gérontocratie car les seniors sont la tranche d'age votant le plus et les politiques publiques sont très favorables aux plus âgés.